# Männikuste
Männikuste – wieś w Estonii, w prowincji Parnawa, w gminie Tõstamaa.